# Michel Koch
Michel Koch (Wuppertal, 15 ottobre 1991) è un ex ciclista su strada tedesco, attivo in formazioni Elite UCI dal 2010 al 2016.

## Palmarès
- 2009 (RSC Cottbus, Juniores)

2ª tappa Coupe du Président de la Ville de Grudziądz (Grudziądz > Łasin)
Campionati tedeschi, Prova a cronometro Juniores
- 2012 (LKT Team Brandenburg)

Rund um den Bramscher Berg

### Altri successi
- 2014 (Cannondale)

Classifica sprint Volta Ciclista a Catalunya

## Piazzamenti

### Grandi Giri
- Giro d'Italia

2014: 152º

### Classiche monumento
- Liegi-Bastogne-Liegi

2013: 142º
2014: ritirato

### Competizioni mondiali
- Campionati del mondo

Città del Capo 2008 - In linea Junior: 33º
Mosca 2009 - Cronometro Junior: 7º
Mosca 2009 - In linea Junior: 15º
Geelong 2010 - In linea Under-23: 74º
Copenaghen 2011 - Cronometro Under-23: 23º
Copenaghen 2011 - In linea Under-23: 49º
Limburgo 2012 - In linea Under-23: 25º
Firenze 2013 - Cronosquadre: 7º
Ponferrada 2014 - Cronosquadre: 9º

### Competizioni europee
- Campionati europei

Hooglede 2009 - In linea Junior: 9º
Goes 2012 - Cronometro Under-23: 26º
Goes 2012 - In linea Under-23: 16º